# چو اون-هی
چو اون-هی (انگلیسی: Cho Eun-hee؛ زادهٔ ۲۰ مهٔ ۱۹۷۲) بازیکن هندبال اهل کره جنوبی بود.
از افتخارات وی میتوان به کسب مدال نقره در بازی‌های المپیک تابستانی ۱۹۹۶ اشاره کرد.